# الشیبی
الشیبی یک منطقهٔ مسکونی در عربستان سعودی است که در استان مکه واقع شده‌است.